# بحيرة دموع الغيوم

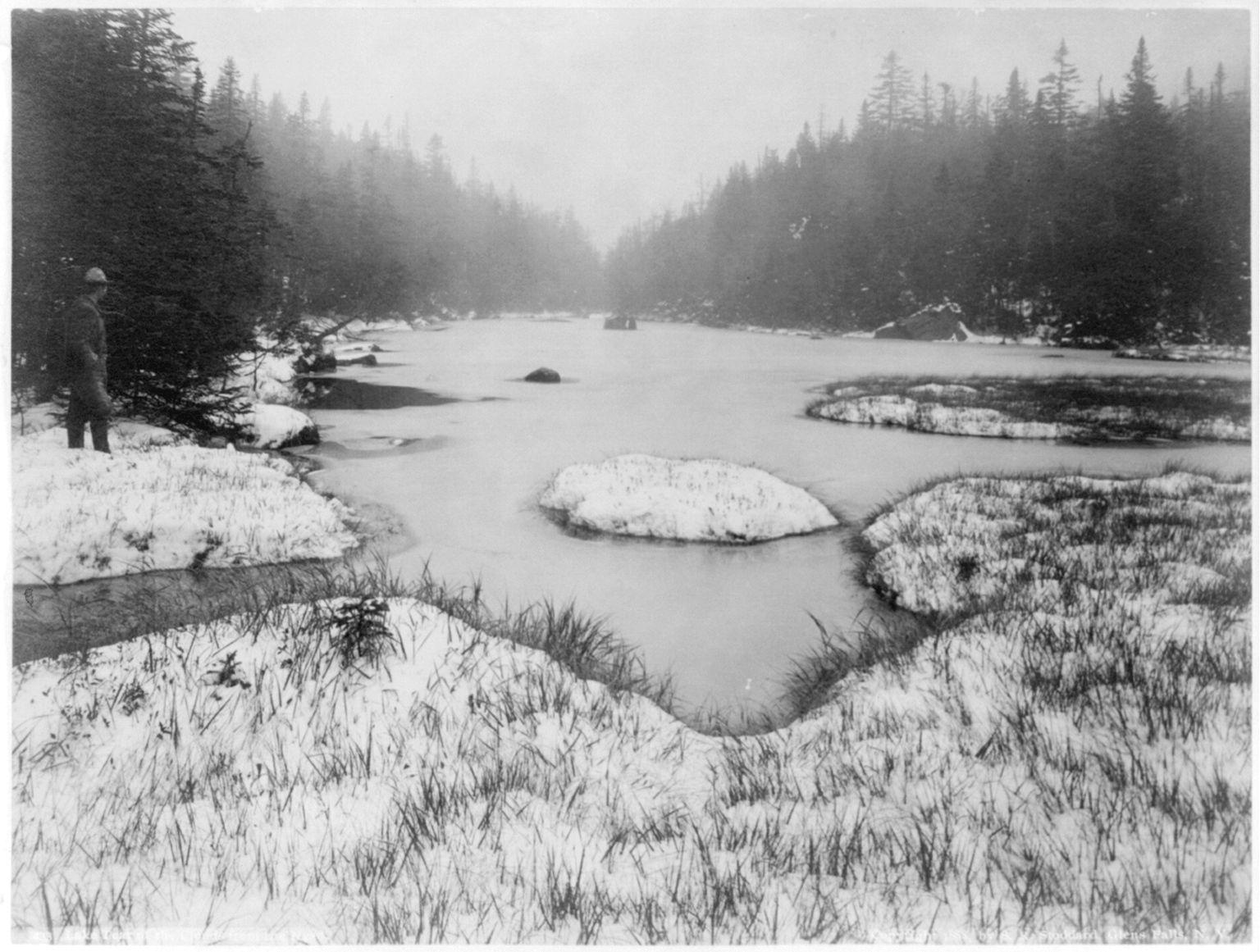
بحيرة دموع الغيوم (أواخر القرن التاسع عشر)

بحيرة دموع الغيوم، بركة جبلية صغيرة تقع في بلدة كين، في مقاطعة إسيكس، نيويورك، الولايات المتحدة، على المنحدر الجنوبي الغربي لجبل مارسي، أعلى نقطة في الولاية، في جبال آديرونداك. وإنها أعلى بركة في الولاية. غالبًا ما يُشار إليه على أنه أعلى منبع لنهر هدسون،  عبر فيلدسبار بروك ونهر البراق وجدول كلاميتي بروك.
يبدأ نهر هدسون كما هو اسمه في الواقع على بعد عدة أميال جنوب غرب منفذ بحيرة هندرسون في نيوكومب، نيويورك.
في عام 1872 وصف فيربلانك كولفين البحيرة بأنها جزء من مسح لجبال آديرونداك. هو كتب:
بعيدا فوق المياه الباردة لبحيرة الانهيار الجليدي على ارتفاع 4293 قدما، تقع مياه القمة، دقيقة غير واضحة، تمزق الغيوم لأنها بركة جميلة ترتجف في نسائم الجبال وترسل فائضها الصافي عبر جدول فيلدسبار إلى نهر البراق، ينبوع بئر هدسون.
في 14 سبتمبر 1901، كان نائب الرئيس الأمريكي آنذاك ثيودور روزفلت في بحيرة دموع الغيوم بعد عودته من رحلة تسلق إلى قمة جبل مارسي عندما تلقى رسالة تبلغه بأن الرئيس ويليام ماكينلي، الذي أُطلق عليه الرصاص قبل أسبوعين ولكن كان من المتوقع أن يبقى على قيد الحياة، فقد أخذ منعطفًا نحو الأسوأ. سار روزفلت إلى أسفل الجبل عائداً إلى نادي تهاوس العلوي، تهاوس، نيويورك، حيث كان يقيم. ثم أخذ 40 ميلاً (64 كم) في رحلة بالحافلة في منتصف الليل عبر آديرونداكس إلى محطة آديرونداك للسكك الحديدية في شمال كريك، نيويورك، حيث اكتشف أن ماكينلي قد مات. استقل روزفلت القطار إلى بوفالو، نيويورك، حيث أدى اليمين رسميًا كرئيس. تم تعيين الطريق الآن على طريق روزفلت مارسي.
في أغسطس 2016، وعلماء من حارس النهر، جامعة ملوك مدينة نيويورك، وجامعة كولومبيا في مرصد لامونت - دوهرتي تجمع عينات من المياه في البحيرة لإكمال التجربة في المياه الرقيقة على طول امتداد نهر هدسون.

## انظر ايضاً
- بحيرة فيكتوريا
- بحيرة سوبيريور
- بحيرة أكفادو

## روابط خارجية
- Story of Theodore Roosevelt's Trip